# سملا

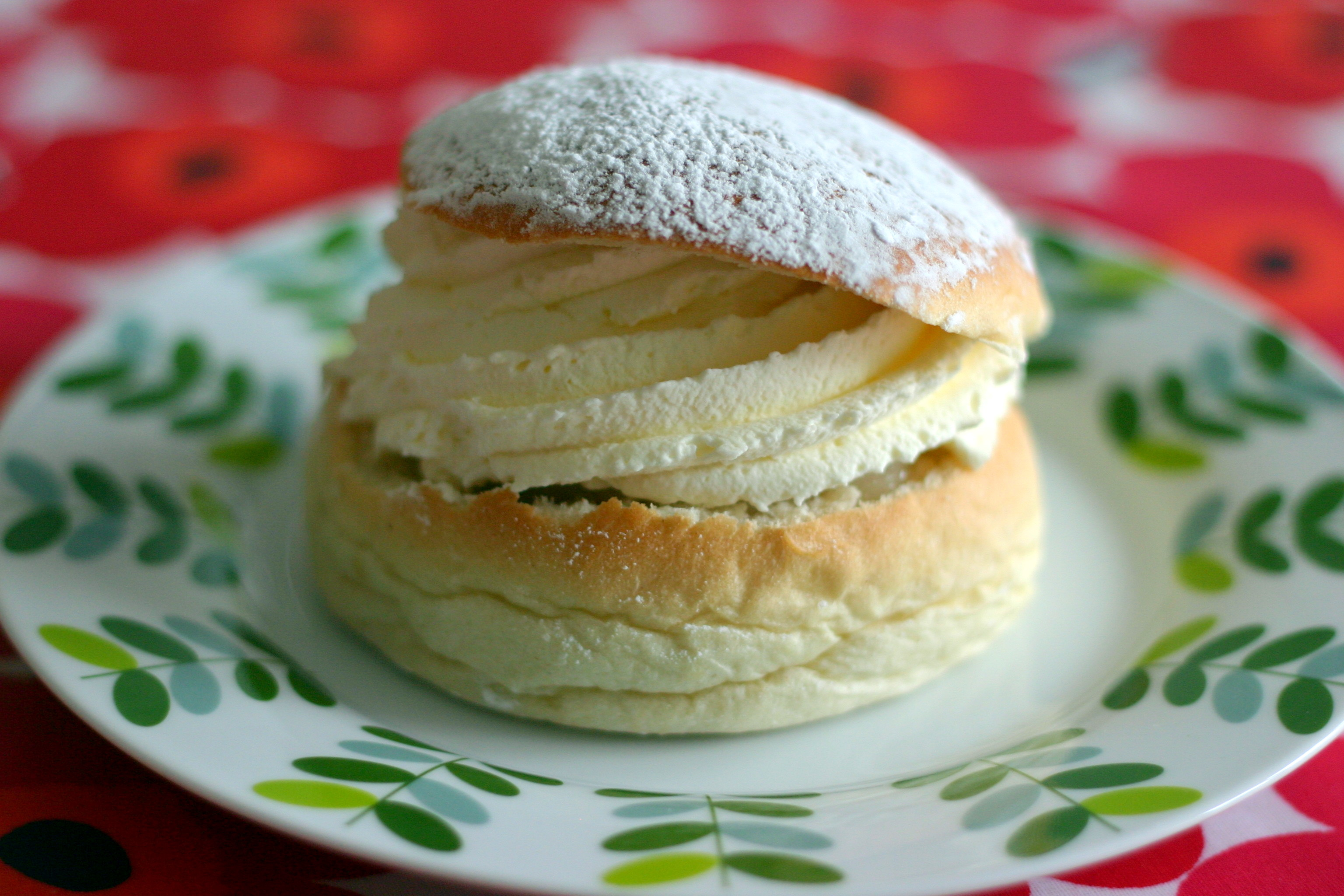
نوع متداول سملا در سوئد و فنلاند

سملا (به سوئدی: semla) نوعی شیرینی سنتی در کشورهای اسکاندیناوی و بالتیک است که خوراکی مربوط به سه‌شنبه اعتراف است.
نوع متداول سملا در سوئد و فنلاند از نوعی نان گندم معطر به هل سبز تشکیل شده که داخل آن با خامه و کرم بادام پر می‌شود. این شیرینی می‌تواند همراه با چای یا قهوه صرف شود. بعضی افراد نیز ترجیح می‌دهند آن را در یک کاسه شیر گرم قرار دهند و با قاشق صرف کنند.
سملا به صورت سنتی در سه‌شنبه اعتراف که آخرین روز قبل از شروع چله است، مصرف می‌شد. ولی به تدریج و با گسترش مذهب پروتستان در سوئد، امروزه تقریباً درفاصله سال نوی میلادی تا عید پاک در دسترس است.